# Carl H. June
Carl H. June (1953) é um imunologista estadunidense, professor da Universidade da Pensilvânia.

## Condecorações e associações (seleção)
- 1996 Legião do Mérito
- 2005 Bristol-Myers Squibb Award
- 2012 Prêmio William B. Coley[1]
- 2014 Prêmio Memorial Karl Landsteiner[2]
- 2014 Membro da Academia de Artes e Ciências dos Estados Unidos[3]
- 2015 Prêmio Paul Ehrlich e Ludwig Darmstaedter (com James Patrick Allison)[4]
- 2018 Prêmio Passano (com Michel Sadelain)
- 2018 Prêmio Centro Médico Albany (com James Patrick Allison e Steven Rosenberg)
- 2021 Prêmio Dan David